# Edmonton Eskimos (hokejový klub)
Edmonton Eskimos byl profesionální kanadský klub ledního hokeje, který sídlil v Edmontonu v provincii Alberta. V roce 1921 spoluzaložil WCHL, kterou hrál až do jejího zániku o pět let později. V roce 1923 Edmonton zvítězil v play-off WCHL a postoupil tak do finále Stanley Cupu, které prohrál s Ottawou Senators, vítězem NHL.

## Umístění v jednotlivých sezonách
Stručný přehled
Zdroj: 
- 1921–1926: Western Canada Hockey League
- 1926–1927: Prairie Hockey League

Jednotlivé ročníky
Zdroj: 
Legenda: Z - zápasy, V - výhry, VP - výhry v prodloužení, R - remízy, P - porážky, PP - porážky v prodloužení, VG - vstřelené góly, OG - obdržené góly, +/- - rozdíl skóre, B - body, KPW - Konference Prince z Walesu, CK - Campbellova konference, ZK - Západní konference, VK - Východní konference, fialové podbarvení - reorganizace, změna skupiny či soutěže
| USA / Kanada (1921 – 1927) |      |        |    |    |    |   |    |    |     |     |     |    |        |             |
| Sezóny                     | Liga | Úroveň | Z  | V  | VP | R | PP | P  | VG  | OG  | +/- | B  | Pozice | Play-off    |
| 1921/22                    | WCHL | –      | 24 | 15 | –  | 0 | –  | 9  | 117 | 76  | +41 | 30 | 1.     | Finále WCHL |
| 1922/23                    | WCHL | –      | 30 | 19 | –  | 1 | –  | 10 | 112 | 90  | +22 | 39 | 1.     | Finále SC   |
| 1923/24                    | WCHL | –      | 30 | 11 | –  | 4 | –  | 15 | 69  | 81  | -12 | 26 | 4.     | –           |
| 1924/25                    | WCHL | –      | 28 | 14 | –  | 1 | –  | 13 | 97  | 109 | -12 | 29 | 4.     | –           |
| 1925/26                    | WCHL | –      | 30 | 19 | –  | 0 | –  | 11 | 90  | 77  | +13 | 38 | 1.     | Finále WCHL |
| 1926/27                    | PHL  | –      | 32 | 12 | –  | 2 | –  | 18 | 83  | 127 | -44 | 26 | 5.     | –           |